# Сын (фильм, 2017)
«Сын» — российский драматический мини-сериал 2014 года и полнометражный художественный фильм 2017 года режиссёра Славы Росса.
Фильм снят на основе реальных событий (все имена и фамилии героев вымышлены) и рассказывает о борьбе российской матери с государственной ювенальной системой Финляндии, отобравшей у неё малолетнего сына.
Изначально картина была снята как мини-сериал (четыре серии) для «Первого канала» ещё в 2014 году, но впервые телеканал показал её только лишь 16-17 июня 2021 года (по две серии ежедневно).
В 2016 году мини-сериал демонстрировался в Латвии и Казахстане. Затем из отснятого материала студия смонтировала полнометражный фильм.

## Сюжет
Финляндия, Хельсинки. 2013 год. Из дружной, любящей и обеспеченной семьи известного финского политика и его русской жены служба социальной опеки по анонимному доносу без лишних объяснений изымает семилетнего сына Ивана (Арсений Ромашин). Мать обвиняют в жестоком обращении с ребёнком, а сына помещают в детский приют.
Для родителей происшедшее становится ужасным ударом, но в силу разницы менталитетов ведут они себя по-разному. Глава семьи Тимо Куусинен (Андрис Кейшс) ищет законные способы вернуть ребёнка в семью, обсуждает каждый шаг с адвокатом и ведёт себя так, чтобы в глазах окружающих выглядеть законопослушным гражданином, ведь, как говорит ему друг: «Пить и страдать — это для русских, у нас с тобой на это нет времени». Ситуация осложняется тем, что Тимо — лидер демократической партии, которая находится буквально в шаге от прохождения в парламент на ближайших выборах, поэтому он вынужден строго контролировать свои действия.
Его жена Анастасия Куусинен (Мария Миронова) оказывается в плену эмоций, действует импульсивно и просто не в силах просчитать свои действия наперёд. Лишившись ребёнка, Анастасия начинает искать информацию и узнаёт, что её случай далеко не первый, дети из семей с русскими родителями изымаются уже не первый раз. Причина в том, что в Финляндии детские приюты и приёмные семьи получают от государства огромную финансовую поддержку, поэтому там процветает бизнес по изъятию детей из родных семей и передаче их в приёмные семьи.
Анастасия догадывается, что анонимное письмо в службу опеки с жалобой на неё и её семью написала их соседка по дому, госпожа Лакса, у которой Куусинены недавно выиграли судебное разбирательство по вопросу построенной ими на своей придомовой территории небольшой стенки для спортивного скалолазания, которая по утверждению соседки закрывала ей вид из окна. Настя предпринимает несколько попыток договориться с госпожой Лаксой, слёзно умоляет её простить их, обещает снести стенку и просит забрать письмо из службы опеки. Но безразличная и надменная соседка остаётся непреклонной. От отчаяния и безысходности Настя берёт в руки кувалду и, заливаясь слезами, начинает рушить злополучную стену, о чём моментально становится известно властям. Ведь, если русская мать плачет и страдает, то по понятиям Финляндии она — психически неуравновешенна, и нужно срочно оградить от неё ребёнка.
Всеми правдами и неправдами Настя пытается забрать Ваню из приюта, но финская «государственная ювенальная машина», в лице её холодных и безэмоциональных служащих, не даёт ей ни единого шанса вернуть сына законным путём.
На суде безутешных родителей и их адвоката даже не пытаются толком выслушать, а представителям службы социальной опеки верят почти на слово, не требуя доказательств их выводов. Анастасия не может смириться с поражением и идёт на крайние и незаконные меры…

## В ролях
| Актёр              | Роль |
| ------------------ | --- |
| Арсений Ромашин    | Иван Куусинен, семилетний сын Анастасии и Тимо Куусиненов                                                            |
| Мария Миронова     | Анастасия Куусинен, русская жена финского политика Тимо Куусинена, мать Ивана                                        |
| Андрис Кейшс       | Тимо Куусинен, финский политик, лидер политической партии «Финские демократы», муж Анастасии, отец Ивана, сын Йохана |
| Юозас Будрайтис    | Йохан Куусинен, отец Тимо Куусинена                                                                                  |
| Гундарс Аболиньш   | Марк Туоминен, политтехнолог избирательной кампании кандидата Тимо Куусинена                                         |
| Мирдза Мартинсоне  | Магда, сиделка Йохана Куусинена в финском доме престарелых                                                           |
| Лидия Байрашевская | Светлана, воспитательница в финском детском приюте                                                                   |
| Андрей Мерзликин   | Андрей Семёнович Сафронов, следователь в Санкт-Петербурге                                                            |
| Ольга Сутулова     | София, невеста Андрея Сафронова в Санкт-Петербурге                                                                   |
| Гиртс Круминьш     | Андерс Лимберг, адвокат Тимо Куусинена                                                                               |
| Дина Корзун        | Маша, активистка правозащитного движения «Русские матери» в Финляндии                                                |
| Вадим Гроссман     | Мякинен, директор финского детского приюта                                                                           |
| Инара Слуцка       | ведущая предвыборных теледебатов в Финляндии                                                                         |

## Создание
В основу фильма легли случаи из реальной жизни нескольких семей, столкнувшихся с ювенальной юстицией в Финляндии, в том числе и история Антона Салонена, рождённого в Финляндии, которого мать увезла в Россию, а в 2011 году его отец, дипломат, вывез его обратно в багажнике дипломатического автомобиля. 

«История была художественно переосмыслена. Я посчитал, что в художественном решении финал должен измениться, что в нём должна быть надежда. И в целом я снимаю кино, в котором, как мне кажется, есть надежда и вера, что человек может и должен меняться в лучшую сторону.»— Слава Росс, режиссёр фильма «Сын».
Одним из консультантов фильма стала Ирина Бергсет, которая боролась за своих детей, рождённых от мужа-иностранца, но так и не победившая норвежскую систему ювенальной юстиции.

### Отбор актёров
Поскольку основное действие происходит в Хельсинки, создатели фильма использовали своеобразный приём: русские разговаривают без акцента, а финны с акцентом. На роли финнов были приглашены литовские и латвийские актёры, говорящие по-русски с акцентом: Юозас Будрайтис, Гундарс Аболиньш, Мирдза Мартинсоне, Инара Слуцка и другие. Главную мужскую роль исполнил мощный и харизматичный латвийский актёр Андрис Кейшс («Нелюбовь»). Кейшс плохо говорил по-русски в начале съёмок, в конце уже мог свободно на русском языке произнести целый монолог. Мальчика, который сыграл Ивана Куусинена, также нашли в Риге. Юный Арсений Ромашин прошёл очень серьёзный кастинг: только на последнем этапе на роль претендовали 130 детей. Главную женскую роль сыграла Мария Миронова.

### Съёмочная группа
- Режиссёр-постановщик — Слава Росс
- Автор сценария — Тигран Агавелян, Слава Росс
- Оператор-постановщик — Максим Трапо R.G.C.
- Художник-постановщик — Григорий Пушкин
- Композиторы — Всеволод Саксонов, Николай Добкин
- Продюсеры — Андрей Феофанов, Сергей Новиков, Владимир Щегольков

## Премьерные показы
29 ноября 2016 года в международном пресс-центре МИА «Россия сегодня» в Москве состоялся закрытый премьерный показ фильма «Сын», который посетили уполномоченные по правам ребёнка из разных регионов России. В мероприятии также приняла участие сенатор Совета Федерации ФС РФ Зинаида Драгункина. Исполнительница главной роли Мария Миронова подчеркнула: «Мы делали этот фильм очень честно. Когда я прочитала сценарий, у меня было ощущение художественной гиперболы, но когда я познакомилась с реальными историями и матерями, пережившими эту боль, я ощутила весь ужас происходящего. Когда система существует для человека, нет проблем. Когда система против человека, она превращается в мясорубку». Координатор движения «Русские матери» Ирина Бергсет, пережившая личную трагедию и борющаяся за право общения со своим младшим сыном, изъятым социальными службами Норвегии, поделилась своими впечатлениями: «Фильм показывает, что это может случиться с каждым. Каждый день у людей отнимают детей. Лично со мной это произошло. Сейчас нет войны, не идёт боевых действий, но нас, матерей, лишают права общения с родными детьми без права переписки».
Премьера состоялась 12 августа 2017 года на XXV фестивале российского кино «Окно в Европу» (6-12 августа 2017 года) в Выборге, где «Сын» был фильмом закрытия фестиваля.

## Критика и отзывы
По мнению кинокритика Сусанны Альпериной («Российская газета»), в картине показана сила поддержки друг друга русскими людьми, «возможность именно в нашей стране спастись от неблагоприятных ситуаций, в которые попадают российские женщины, когда выходят замуж за иностранцев и переезжают в другие страны, даже не потрудившись изучить местные законы». Возможно, считает критик, фильм повлияет на систему ювенальной юстиции в России. 

«Фильм Славы Росса даёт Надежду. Вселяет Веру. И приносит Любовь. И это — практически первая художественная картина, в которой решились затронуть эту больную тему».— Сусанна Альперина, «Российская газета», 18 декабря 2017 года.

## Награды
- 2017 — XV Открытый российский фестиваль кино и театра «Амурская осень» в Благовещенске[8][9]:
  - приз за лучшую мужскую роль — Андрис Кейшс,
  - приз зрительских симпатий фильму (по голосованию),
  - приз зрительских симпатий фильму (по решению зрительского жюри).
- 2017 — XIV Международный благотворительный кинофестиваль «Лучезарный ангел» в Москве[10][11]:
  - второе место фильму в категории «Полнометражное игровое кино».
- 2017 — II Сочинский международный кинофестиваль и кинопремии «Ирида» (SIFFA)[4][12]:
  - приз за лучшую режиссуру — Слава Росс,
  - приз за лучший дебют — Арсений Ромашин.
- 2019 — XIII Международный кинофестиваль «Русское зарубежье» (7-14 ноября 2019 года) в Москве[13]:
  - специальный диплом жюри режиссёру фильма «Сын» — Слава Росс,
  - специальный диплом «За правдивое исполнение роли Ивана в фильме „Сын“» юному актёру — Арсений Ромашин.